# St. Mathias Erbstollen

St.-Mathias-Erbstollen II, restauriertes Mundloch

St. Mathias Erbstollen war eine Zeche in Bochum. Sie wurde 1773 gegründet. Das Mundloch befand sich an der Obernbaakstraße. Es ist heute noch erhalten. Der Erbstollen verlief parallel zur Baaker Straße unmittelbar durch den Rauendahler Sprung. 
Am 24. Februar 1869 wurden St. Mathias Erbstollen, Zeche Vereinigte Dickebaeckerbank & Anna Catharina sowie Zeche Johann Friedrich vereinigt zur Zeche Baaker Mulde. 